# 金木賢一
金木 賢一（かねき けんいち、1946年〈昭和21年〉5月23日 - ）は、元・朝日放送アナウンサー。かつては、同社内に事務局がある大阪日伊協会の事務局長も務めた。

## 来歴・人物
北海道出身、1970年にアナウンサーとして朝日放送に入社。同期入社のアナウンサーに、安部憲幸、長沢彰彦がいた。
朝日放送入社2年目の1971年12月から、ABCラジオの深夜番組『ABCヤングリクエスト』のパーソナリティを担当。時候の挨拶を交えたオープニングでの自己紹介などを持ち味に、1年間の中断期間（1978年10月 - 1979年9月）をはさんで、1984年9月まで出演していた。12年10ヶ月という通算担当期間は、歴代のパーソナリティでは最も長い。その一方で、『たいむ6』（ABCテレビ平日夕方のローカルニュース番組）のサブキャスターをはじめ、テレビ・ラジオを問わずニュース番組のキャスターも務めた。
1994年の人事異動でアナウンス職を離れてからは、秘書室や国際室に在籍。国際室のアドバイザーと大阪日伊協会の事務局長を兼務していた2009年10月24日放送分の『Club JONR』（ABCラジオ）では、前述の異動以来15年振りに番組へ出演した。
『Club JONR』には、2011年9月3日放送分まで、週替わりでパーソナリティを担当。2012年5月に朝日放送を定年で退職した。退職後の2013年1月からは、外国人に日本語を教えるべく、日本語教師の養成学校に通っている。

## 朝日放送時代の主な出演番組

### アナウンサー時代

#### テレビ
- たいむ6
- ABCフラッシュニュース

#### ラジオ
- ABCヤングリクエスト[1]
- おはようパーソナリティ宮城まり子です（毎週土曜日7:15 - 10:00）
- 金木賢一ほのぼの土曜日[1]
- ABCラジオ夕刊
- ニュースラインアップABC[1]
- 朝日新聞ニュース
- とべとべヤングABC

### アナウンス職からの異動後
- Club JONR（週替わりパーソナリティの1人として出演）